# 임아상
임아상(任雅相, ?~662년 3월 9일)은 당나라의 장군이다.

## 생애
당나라 장수로서 소정방을 따라 돌궐을 정벌 등의 전투에 참여했다.
661년, 당 고종의 명에 따라 고구려와의 전쟁에도 참전한 그는 다음해 군에서 사망했다.